# إليزابيث هارنويس
اليزابيث هارنويس (بالإنجليزية: Elisabeth Harnois)‏ من مواليد 26 مايو 1979 هي ممثلة أمريكية. بدأت مسيرتها الفنية عام 1985.

## حياة سابقة
وُلدت هارنويس في ديترويت، ميشيغان، الولايات المتحدة لأم مصففة شعر وأب مبرمج كمبيوتر.  نشأت في لوس أنجلوس. هي الأكبر بين خمسة أطفال وأربعة أشقاء.   التحقت بمدرسة سانت ميل في وودلاند هيلز ومدرسة كانيون سبرينغز الثانوية في مورينو فالي ، كاليفورنيا ، وتخرجت من جامعة ويسليان بدرجة في دراسات الأفلام في عام 2001.  

## الأعمال

### أفلام
| عام  | عنوان الفيلم         | الشخصية        | ملاحظات   |
| ---- | -------------------- | -------------- | --------- |
| 1985 | عيد الميلاد السحري   | آبي غرينجر     |           |
| 1986 | أين الاطفال؟         | ميسي إلدريدج   |           |
| 1999 | مظهر زائف            | كيت            |           |
| 2002 | السباحة المنبع       | جولي ساتون     |           |
| 2005 | الغرباء مع الحلوى    | مونيكا         |           |
| 2005 | إقناع جميل           | بريتاني        |           |
| 2007 | عشرة بوصة بطل        | بايبر          |           |
| 2008 | الانقلاب             | ميغان / صوفي   |           |
| 2008 | كيث                  | ناتالي أندرسون |           |
| 2008 | نظرية الفوضى         | جيسي ألين      |           |
| 2009 | رجل أعزب             | شابة           |           |
| 2011 | المريخ يحتاج الامهات | كي             | دور صوتي  |
| 2011 | لحم سيئ              | روز باركر      |           |
| 2011 | كلب يكره القط        | كاتي برايد     | فيلم قصير |
| 2013 | لغز                  | هولي تيلر      |           |
| 2018 | الزوجة العمل         | ليزا           |           |
| 2018 | جلد في اللعبة        | شارون          | منجز      |

## روابط خارجية
- إليزابيث هارنويس على موقع IMDb (الإنجليزية)
- إليزابيث هارنويس على موقع ميتاكريتيك (الإنجليزية)
- إليزابيث هارنويس على موقع روتن توميتوز (الإنجليزية)
- إليزابيث هارنويس على موقع ألو سيني (الفرنسية)
- إليزابيث هارنويس على موقع تيرنر كلاسيك موفيز (الإنجليزية)
- إليزابيث هارنويس على موقع أول موفي (الإنجليزية)
- إليزابيث هارنويس على موقع قاعدة بيانات الأفلام السويدية (السويدية)
- إليزابيث هارنويس على موقع إن إن دي بي (الإنجليزية)
- إليزابيث هارنويس على موقع قاعدة بيانات الفيلم (الإنجليزية)
- إليزابيث هارنويس على موقع كينوبويسك (الروسية)